# Републикански път III-1002
Републикански път IIІ-1002 е третокласен път, част от Републиканската пътна мрежа на България, на територията на област Враца, Община Враца. Дължината му е 16,4 km.
Пътят се отклонява надясно при 144,4 km на Републикански път I-1 в град Враца, преминава през ждрелото Вратцата и достига до малката Згориградска котловина. От там завива на запад и чрез множество завои и серпентини се изкачва на билото на Врачанска планина, завива на север и достига до пещерата „Леденика“.
| Пътища, отклоняващи се надясно (населено място, № на пътя, посока на пътя) | km   | Пътища, отклоняващи се наляво (посока на пътя, № на пътя, населено място) |
| -------------------------------------------------------------------------- | ---- | ------------------------------------------------------------------------- |
| Община Враца, I-1, 144,4 km, гр. Враца →                                   | 0,0  | → гр. Враца, 144,4 km, I-1, Община Враца                                  |
|                                                                            | 3,8  | → общински път (за с. Згориград)                                          |
|                                                                            | 12,5 | → общински път (за с. Миланово)                                           |
| пещ. „Леденика“                                                            | 16,4 | пещ. „Леденика“                                                           |